# Pearson Peak
Pearson Peak är en bergstopp i Antarktis. Den ligger i Västantarktis. Inget land gör anspråk på området. Toppen på Pearson Peak är 601 meter över havet, eller 2 meter över den omgivande terrängen. Bredden vid basen är 0,73 km.
Terrängen runt Pearson Peak är platt västerut, men österut är den kuperad. Terrängen runt Pearson Peak sluttar norrut. Trakten är obefolkad. Det finns inga samhällen i närheten.